# Терзиян, Ваган Яковлевич
Ваган Яковлевич Терзиян (укр. Ваган Якович Терзіян; род. 27 декабря 1958, Харьков) — советский и украинский учёный в области кибернетики и изучения искуственного интеллекта. Доктор технических наук (1993). Профессор (1996).

## Биография
Родился 27 декабря 1958 года в городе Харькове, УССР.
Закончил Харьковский институт радиоэлектроники (ныне — Харьковский национальный университет радиоэлектроники) по специальности «Прикладная математика» (1981).
Получил учёную степень кандидата технических наук в области технической кибернетики (1985), со временем — степень доктора технических наук в области искусственного интеллекта (1993), затем — учёное звание профессора в области разработки программного обеспечения (1996).
Ваган Терзиян занимал должности профессора ХНУРЭ (с 1994), заведующего кафедрой искусственного интеллекта ХНУРЭ (с 1997).
Работал на некоторых кафедрах Университета Йювяскюля (Финляндия): MIT, CS&IS, TITU, Agora Center (1996—2006).
В 2001 году назначен доцентом кафедры Математических информационных технологий Университета Йювяскюля, затем в октябре 2006 избран профессором (в области Distributed Systems), а с 2008 года назначен на постоянную должность (Full Professor).
В. Я. Терзиян является приглашенным лектором в Vrije Universiteit Amsterdam (Нидерланды) и ITIN (Франция).
Направлением исследований и преподавания ученого является разработка распределенных интеллектуальных и безопасных веб-приложений, систем и услуг: ориентированных на потребности промышленности; способных автоматически обнаруживать, создавать и интегрировать разнородные компоненты; управлять разнородными источниками данных, в том числе используя для этого новых Knowledge-, Agent-, Machine-Learning-, Mobile-, Context-Aware- and Semantic Web-технологии и инструменты.
Профессор возглавляет исследовательскую группу (Industrial Ontologies Group), был руководителем проекта по нескольким Tekes-проектам и имеет огромный международный проектный опыт.
Главный редактор «Восточно-Европейского журнала передовых технологий».

## Наукометрические показатели
Наукометрические показатели согласно наукометрической базы данных Scopus:
- Количество документов — 58;
- Количество цитирований — 207;
- Индекс Хирша — 8;
- Количество соавторов — 51.

Наукометрические показатели согласно Google Академии:
- Количество цитирований — 1548 (общее), 635 (с 2010 года);
- Индекс Хирша — 18 (общий), 10 (с 2010 года);
- I-10 индекс — 37 (общий), 11 (с 2010 года).

## Публикации
Полный список публикаций доступен по ссылке